# Karlovi Vari
Karlovi Vari (češko Karlovy Vary, nemško Karlsbad) so znano zdraviliško mesto na zahodu Češke, sedež istoimenskega okraja. Danes ima mesto okoli 49.000 prebivalcev. Nahaja se na sotočju rek Ohře in Teple.

## Zgodovina
Naselje je ime dobilo po češkemu kralju Karlu IV., ki je bil tudi cesar svetega rimskega cesarstva. Ta je dal na kraju številnih vrelcev vroče termalne vode ustanoviti naselbino v 14. stoletju, ki je hitro zrasla v mesto. Zlasti v 19. stoletju so bili Karlovi Vari priljubljena turistična destinacija evropske aristokracije in drugih pomembnežev. Hitra rast mesta se je zaključila z začetkom prve svetovne vojne. Po žametni revoluciji leta 1989 je mesto znova postalo eno od čeških najpomembnejših turističnih središč.

## Karlovi Vari danes
Karlovi Vari so danes med najbolj obiskanimi kopališkimi središči na Češkem, hkrati pa se s kar šestnajstimi termalnimi izviri uvrščajo med največje zdraviliško-kopalne centre v Evropi. Leta 2021 je bilo mesto vpisano na Unescov seznam svetovne kulturne dediščine, tako zaradi termalnih izvirov in kopališč, kot zaradi historične kopališke arhitekture iz obdobja od 18. do 20. stoletja. Zgodovinsko središče mesta s kopališči in pokritimi kolonadami je dobro ohranjeno in je zaščiteno kot češki kulturni spomenik.

### Pobratena mesta
Karlovi Vari so pobrateni z:
- Baden-Baden, Nemčija
- Bernkastel-Kues, Nemčija
- Carlsbad, ZDA
- Eilat, Izrael
- Kusatsu, Japonska
- Locarno, Švica
- Varberg, Švedska